# Adelaide International 2 2023 - Qualificazioni singolare maschile
Le qualificazioni del singolare dell'Adelaide International 2 2023 sono un torneo di tennis preliminare per accedere alla fase finale della manifestazione. I vincitori dell'ultimo turno entreranno di diritto nel tabellone principale. In caso di ritiro di uno o più giocatori aventi diritto, subentreranno i lucky loser, ossia i giocatori che hanno perso nell'ultimo turno e che avevano una classifica più alta rispetto agli altri partecipanti che avevano perso nel turno finale.

## Teste di serie
1. Daniel Elahi Galán (ritirato)
2. Mikael Ymer (qualificato)
3. Bernabé Zapata Miralles (primo turno)
4. Oscar Otte (primo turno)

1. Christopher O'Connell (ultimo turno, lucky loser)
2. Tomás Martín Etcheverry (qualificato)
3. Kwon Soon-woo (ultimo turno, lucky loser)
4. Jordan Thompson (ultimo turno)

## Qualificati
1. Tomás Martín Etcheverry
2. Mikael Ymer

1. John Millman
2. Tomáš Macháč

### Lucky loser
1. Robin Haase
2. Christopher O'Connell

1. Kwon Soon-woo

## Tabellone

### Sezione 1
|  | Primo turno | Primo turno             | Primo turno             | Primo turno | Primo turno |  |  | Ultimo turno | Ultimo turno            | Ultimo turno            | Ultimo turno | Ultimo turno |  |
|  |             |                         |                         |             |             |  |  |              |                         |                         |              |              |  |
|  | Alt         | Robin Haase             | Robin Haase             | 6           | 6           |  |  |              |                         |                         |              |              |  |
|  |             | Márton Fucsovics        | Márton Fucsovics        | 4           | 3           |  |  | Alt          | Robin Haase             | Robin Haase             | 2            | 4            |  |
|  | WC          | Luke Saville            | Luke Saville            | 1           | 3           |  |  | 6            | Tomás Martín Etcheverry | Tomás Martín Etcheverry | 6            | 6            |  |
|  | 6           | Tomás Martín Etcheverry | Tomás Martín Etcheverry | 6           | 6           |  |  |              |                         |                         |              |              |  |

### Sezione 2
|  | Primo turno | Primo turno         | Primo turno         | Primo turno | Primo turno |  |  | Ultimo turno | Ultimo turno    | Ultimo turno    | Ultimo turno | Ultimo turno |  |
|  |             |                     |                     |             |             |  |  |              |                 |                 |              |              |  |
|  | 2           | Mikael Ymer         | Mikael Ymer         | 6           | 1           |  |  |              |                 |                 |              |              |  |
|  |             | Nikoloz Basilašvili | Nikoloz Basilašvili | 1           | 1r          |  |  | 2            | Mikael Ymer     | Mikael Ymer     | 7            | 7            |  |
|  |             | Roman Safiullin     | Roman Safiullin     | 4           | 4           |  |  | 8            | Jordan Thompson | Jordan Thompson | 6(4)         | 5            |  |
|  | 8           | Jordan Thompson     | Jordan Thompson     | 6           | 6           |  |  |              |                 |                 |              |              |  |

### Sezione 3
|  | Primo turno | Primo turno             | Primo turno             | Primo turno | Primo turno |  |  | Ultimo turno | Ultimo turno          | Ultimo turno          | Ultimo turno | Ultimo turno |  |
|  |             |                         |                         |             |             |  |  |              |                       |                       |              |              |  |
|  | 3           | Bernabé Zapata Miralles | Bernabé Zapata Miralles | 2           | 2           |  |  |              |                       |                       |              |              |  |
|  | Alt         | John Millman            | John Millman            | 6           | 6           |  |  | Alt          | John Millman          | John Millman          | 6            | 7            |  |
|  | WC          | Rinky Hijikata          | 6                       | 1           | 2           |  |  | 5            | Christopher O'Connell | Christopher O'Connell | 3            | 6(7)         |  |
|  | 5           | Christopher O'Connell   | 3                       | 3           | 6           |  |  |              |                       |                       |              |              |  |

### Sezione 4
|  | Primo turno | Primo turno    | Primo turno  | Primo turno | Primo turno |  |  | Ultimo turno | Ultimo turno  | Ultimo turno | Ultimo turno | Ultimo turno |  |
|  |             |                |              |             |             |  |  |              |               |              |              |              |  |
|  | 4           | Oscar Otte     | Oscar Otte   | 4           | 6(0)        |  |  |              |               |              |              |              |  |
|  |             | Tomáš Macháč   | Tomáš Macháč | 6           | 7           |  |  |              | Tomáš Macháč  | 7            | 3            | 6            |  |
|  |             | Vasek Pospisil | 7            | 3           | 3           |  |  | 7            | Kwon Soon-woo | 5            | 6            | 3            |  |
|  | 7           | Kwon Soon-woo  | 6(7)         | 6           | 6           |  |  |              |               |              |              |              |  |